# Bolsón de Mapimí

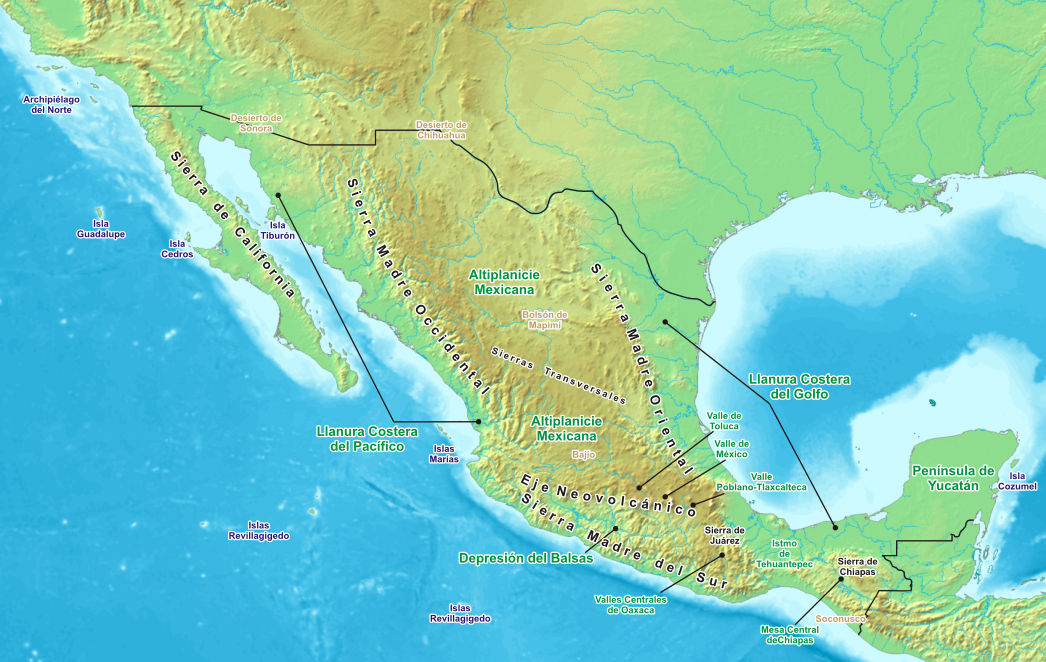
Bolsón de Mapimí w środkowej części mapy

Bolsón de Mapimí – obszar bezodpływowy znajdujący się na północy Wyżyny Meksykańskiej. Jest niecką o kształcie zbliżonym do kwadratu o bokach 320 km, a nieliczne rzeki i strumienie spływając do jej środka tworzą bagna i jeziora okresowe. Zajmuje obszar około 129 000 km² o średnim wyniesieniu 900 m n.p.m., otoczony górami, z których najwyższy szczyt to Cerro Centinela o wysokości 3130 m n.p.m.. 
Znany jest również jako Comarca Lagunera i jest częścią stanów Durango, Coahuila, Chihuahua i Zacatecas. Bierze swoją nazwę od miejscowości Mapimí.
Obszar graniczy od zachodu z Sierra Madre Zachodnia, a od północy z dorzeczem rzeki Conchos, dopływu Rio Grande. Główne rzeki w obszarze to Nazas i jej dopływy oraz Aguanaval.
Na terenie Bolsón de Mapimí leży konurbacja Torreón z ponad milionem mieszkańców.